# Ewald Wenck
Pour les articles homonymes, voir Wenck.
Hermann Ewald Wenck (né le 28 décembre 1891 à Berlin, mort le 30 avril 1981 dans la même ville) est un acteur, humoriste et animateur de radio allemand.

## Biographie
Il fait ses débuts au théâtre en 1912, après avoir pris des cours privés. Il a des engagements à Constance, Gera et enfin Berlin. Dans la capitale, il est surtout présent au Metropol-Theater et à l'Admiralspalast.
Ewald Wenck entame une carrière au cinéma en 1919. Cependant il fait une véritable percée dans les années 1930 et 1940. Il devient un acteur de figuration très demandé dans les films de divertissement.
Après la Seconde Guerre mondiale, Wenck devient populaire comme animateur et acteur de la RIAS qui produit le cabaret Die Insulaner. Après 282 émissions, il devient le DJ le plus âgé du monde dans Ewalds Schlagerparade qu'il anime jusqu'au 26 janvier 1981.

## Filmographie
| - 1919 : Margots Freier - 1929 : Wir halten fest und treu zusammen - 1930 : Der Schuß im Tonfilmatelier - 1932 : Drei von der Kavallerie - 1932 : Strich durch die Rechnung - 1933 : Viktor und Viktoria - 1934 : Besuch im Karzer - 1934 : Die englische Heirat - 1934 : Ferien vom Ich - 1934 : Herr Kobin geht auf Abenteuer - 1934 : Ich bin Du - 1934 : Jungfrau gegen Mönch - 1934 : Die Liebe und die erste Eisenbahn - 1934 : Der Polizeibericht meldet - 1934 : Rhapsodie. Ein musikalisches Intermezzo aus dem Leben Franz Liszts - 1934 : Ritter wider Willen - 1934 : Die rosarote Brille - 1934 : Seine beste Erfindung - 1934 : Die Töchter ihrer Exzellenz - 1934 : Der zerstreute Walzer – Eine musikalische Phantasie - 1935 : Achte mir auf Gakeki - 1935 : Amphitryon - 1935 : Das Einmaleins der Liebe - 1935 : Das Geschenk - 1935 : Herbstmanöver - 1935 : Mach' mich glücklich - 1935 : Schwarze Rosen - 1935 : Der Taler der Tante Sidonie - 1935 : Die Werft zum Grauen Hecht - 1936 : Donogoo Tonka - 1936 : Der Dschungel ruft - 1936 : Fünf Personen suchen Anschluss - 1936 : Inkognito - 1936 : Kalbsragout mit Champignons - 1936 : Moral - 1936 : Patentkunstschloss - 1936 : Potpourri - 1936 : Rosen und Liebe - 1936 : Savoy-Hotel 217 - 1936 : Susanne im Bade - 1936 : Verräter - 1936 : Vier Mädel und ein Mann - 1936 : Waldwinter - 1936 : Wir gratulieren - 1936 : Wochenendzauber - 1936 : Familienparade - 1937 : Der Biberpelz (en) - 1937 : Die Erbschleicher - 1937 : Der Etappenhase - 1937 : Das große Abenteuer - 1937 : On parle de Jacqueline - 1937 : Pan - 1937 : Patrioten - 1937 : Das Quartett - 1937 : Des cœurs forts - 1937 : Die Umwege des schönen Karl - 1937 : Vom Regen in die Traufe - 1937 : Vor Liebe wird gewarnt - 1937 : Wenn du eine Schwiegermutter hast - 1937 : Wer hat Angst vor Marmaduke? - 1938 : Aber mein lieber Herr Neumann - 1938 : Dreiklang - 1938 : Chasse à l'homme - 1938 : Klimbusch macht Wochenende - 1938 : Ein Lied von Liebe - 1938 : Scheidungsreise - 1938 : Skandal um den Hahn - 1938 : Spiel im Sommerwind - 1938 : Der Tag nach der Scheidung - 1938 : Permission sur parole - 1938 : Wochenendfriede - 1938 : Zwischen den Eltern - 1938 : Verwehte Spuren - 1939 : Trafic au large - 1939 : Bel Ami - 1939 : Evtl. spätere Heirat nicht ausgeschlossen - 1939 : Frau am Steuer - 1939 : Der grüne Kaiser - 1939 : Hochzeit mit Hindernissen - 1939 : Ich verweigere die Aussage - 1939 : In letzter Minute - 1939 : Irrtum des Herzens - 1939 : Salonwagen E 417 - 1939 : Sommer, Sonne, Erika - 1939 : Der Stammbaum des Dr. Pistorius - 1939 : Verdacht auf Ursula - 1939 : Wenn Männer verreisen - 1939 : Die kluge Schwiegermutter - 1939 : Ich bin gleich wieder da - 1940 : Alles Schwindel - 1940 : Falschmünzer - 1940 : Une femme sur mesure - 1940 : Herz – modern möbliert - 1940 : Herz ohne Heimat | - 1940 : Ihr Privatsekretär - 1940 : Der Kleinstadtpoet - 1940 : Mein Mann darf es nicht wissen - 1940 : Jeunes filles d'aujourd'hui - 1940 : Les Rothschilds - 1940 : Weltrekord im Seitensprung - 1940 : L'Épreuve du temps - 1940 : Der ungetreue Eckehart - 1941 : Un crime stupéfiant - 1941 : En selle pour l'Allemagne (...reitet für Deutschland) d'Arthur Maria Rabenalt - 1941 : Am Abend auf der Heide - 1941 : Frau Luna - 1941 : La Belle Diplomate (Frauen sind doch bessere Diplomaten) de Georg Jacoby - 1941 : Der Gasmann - 1941 : Jakko - 1941 : Krach im Vorderhaus - 1941 : Leichte Muse - 1941 : Männerwirtschaft - 1941 : Sechs Tage Heimaturlaub - 1941 : Sous-marin, en avant ! (de) - 1941 : Was will Brigitte? - 1942 : Un grand amour (Die große Liebe) de Rolf Hansen - 1942 : Das große Spiel - 1942 : Meine Frau Teresa - 1942 : Stimme des Herzens - 1942 : Vive la musique - 1942 : Zwei in einer großen Stadt - 1942 : Liebeskomödie - 1943 : Die beiden Schwestern - 1943 : Besatzung Dora - 1943 : Gefährlicher Frühling - 1943 : Geliebter Schatz - 1943 : Die goldene Spinne - 1943 : Le Chant de la métropole - 1943 : Karneval der Liebe - 1943 : Der kleine Grenzverkehr - 1943 : Leichtes Blut - 1943 : Liebesgeschichten - 1943 : Les Aventures fantastiques du baron Münchhausen - 1944 : Ce diable de garçon - 1944 : Eine Frau für drei Tage - 1944 : La Femme de mes rêves - 1944 : Der grüne Salon - 1944 : Ein schöner Tag - 1944 : Die Zaubergeige - 1945 : Erzieherin gesucht - 1945 : Kamerad Hedwig - 1945 : Der Mann im Sattel - 1945 : Die Schenke zur ewigen Liebe - 1945 : Leuchtende Schatten - 1946 : Peter Voss, der Millionendieb - 1947 : Kein Platz für Liebe de Hans Deppe - 1948 : Ballade berlinoise - 1949 : Figaros Hochzeit - 1949 : Man spielt nicht mit der Liebe - 1949 : Notre pain quotidien - 1950 : Blauer Dunst - 1950 : La Femme de la nuit dernière - 1950 : Mathilde Möhring - 1951 : Die Frauen des Herrn S. - 1951 : Tanz ins Glück - 1951 : Torreani - 1952 : Ferien vom Ich - 1952 : Pension Schöller - 1952 : Mon nom est Niki (de) - 1953 : Damenwahl (de) - 1953 : Heimlich, still und leise - 1953 : Der keusche Josef - 1953 : Königliche Hoheit - 1953 : Schlagerparade - 1953 : Von Liebe reden wir später - 1953 : Was nicht im Baedecker steht: Bitte, einsteigen zu Käses Rundfahrt! - 1953 : Knall und Fall als Detektive - 1954 : Clivia - 1954 : Émile et les Détectives - 1954 : Ihre große Prüfung - 1955 : Sohn ohne Heimat - 1955 : Urlaub auf Ehrenwort - 1955 : Hotel Adlon - 1956 : Charleys Tante - 1956 : Pulverschnee nach Übersee - 1956 : Der schräge Otto - 1956 : La Reine du music-hall - 1957 : Der gläserne Turm (de) - 1958 : Piefke, der Schrecken der Kompanie - 1959 : Coup sur coup - 1959 : Du bist wunderbar - 1959 : Patricia - 1959 : Le Retour de Bobby Dodd - 1960 : Stefanie in Rio - 1963 : Le Château Gripsholm (en) - 1967 : Herrliche Zeiten im Spessart - 1969 : Klassenkeile - 1969 : Dr. med. Fabian – Lachen ist die beste Medizin - 1978 : Der Pfingstausflug |

## Source de la traduction
- (de) Cet article est partiellement ou en totalité issu de l’article de Wikipédia en allemand intitulé « Ewald Wenck » (voir la liste des auteurs).